# Salvador Durán
Pour les articles homonymes, voir Duran.
Salvador Durán Sánchez, né le 6 mai 1985 à Mexico, est un pilote automobile mexicain.

## Biographie
Salvador Durán fait ses débuts en monoplace en 2002. Il termine vice-champion de la Formula Dodge en 2003. Il fait ses débuts en Eurocup Formula Renault 2.0 en 2004. Il est sacré champion de Formule 3 britannique.
Avec l'équipe du Mexique, il participe à l'A1 Grand Prix et remporte deux victoires dès sa première saison. Il intègre la Formula Renault 3.5 Series et remporte sa première victoire en 2007. Il remporte une autre victoire la saison suivante. Il continue en A1 Grand Prix et en Formula Renault 3.5 Series en 2009 et 2010, mais ne décroche plus aucun résultat notable et suspend sa carrière de pilote automobile en 2010.
Son principal fait d'armes en sport automobile reste sa victoire lors des prestigieuses 24 Heures de Daytona en 2007, aux côtés de Juan Pablo Montoya et Scott Pruett,. 
Il retrouve le volant en 2012 et participe aux 24 Heures de Mexico et termine septième. Malgré quelques courses de NASCAR en 2012, il ne reprend la compétition automobile en décembre 2014, en Formule E avec l'équipe japonaise Amlin Aguri, en remplacement de Katherine Legge, en essais en United SportsCar Championship,. Il reste finalement pour le reste de la saison 2014-2015 et termine 21e du championnat avec treize points. L'année suivante, il signe avec Trulli Formula E.

## Carrière automobile
- 2002 :
  - Formula Renault Monza, 25e
- 2003 : 
  - Formule Dodge, 2e (2 victoires)
  - Barber Dodge Pro Series, 21e
  - Fran-Am 2000 Pro Series, 30e
- 2004 : 

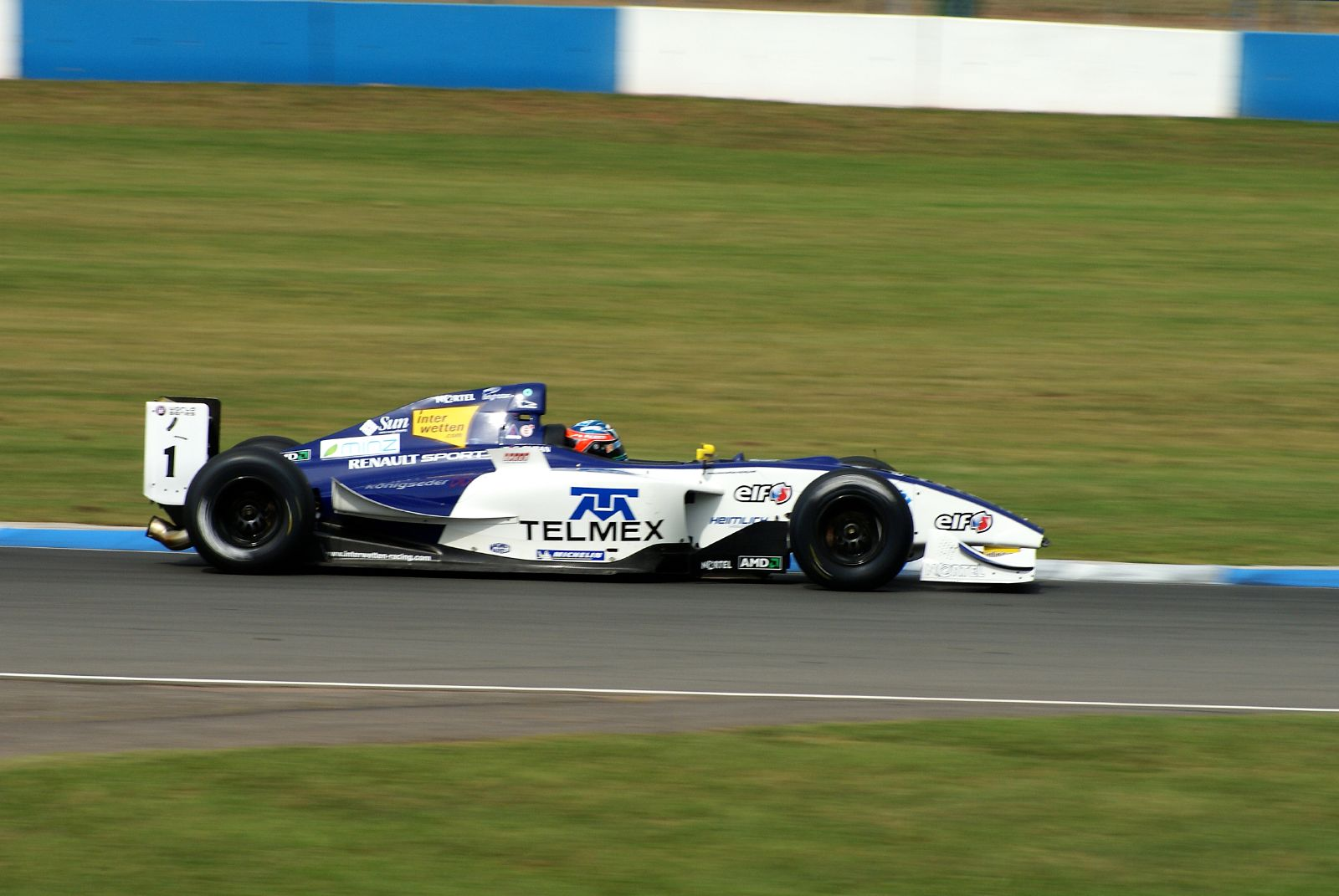
Salvador Durán en World Series by Renault en 2007.

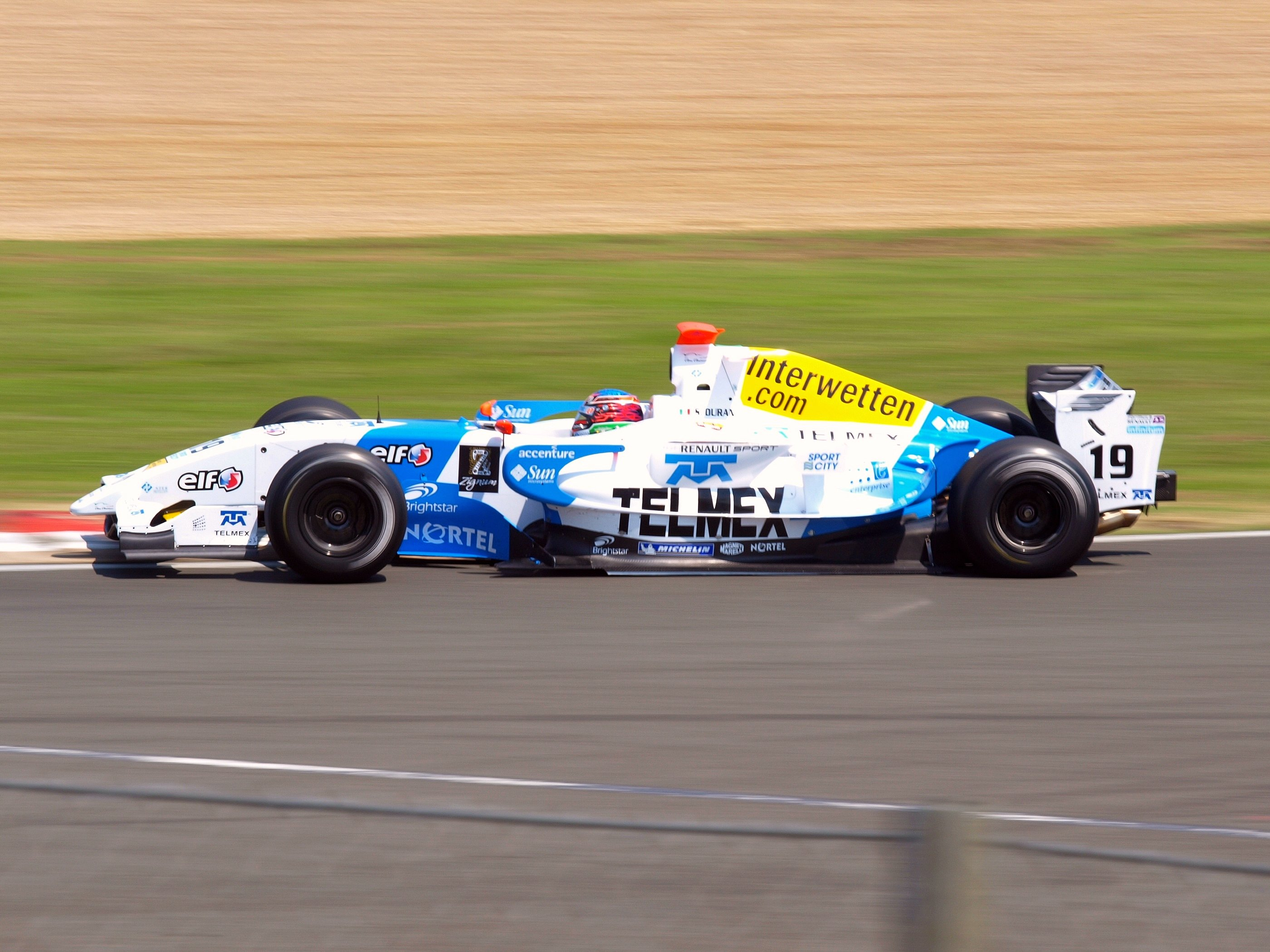
Salvador Durán en World Series by Renault en 2008.

  - Championnat d'Italie de Formule Renault, 8e
  - Eurocup Formula Renault 2.0, 20e
- 2005 : 
  - Championnat de Grande-Bretagne de Formule 3 Nation Class, champion (9 victoires)
- 2006 : 
  - Championnat de Grande-Bretagne de Formule 3, 10e
  - A1 Grand Prix, 10e (2 victoires)
- 2007 : 
  - Vainqueur des 24 Heures de Daytona avec Juan Pablo Montoya et Scott Pruett
  - Formula Renault 3.5 Series, 9e (1 victoire)
  - A1 Grand Prix, 10e
- 2008 : 
  - Formula Renault 3.5 Series, 9e (1 victoire)
  - A1 Grand Prix, 16e
- 2009 : 
  - Formula Renault 3.5 Series, non classé
  - A1 Grand Prix, 13e
- 2010 : 
  - Formula Renault 3.5 Series, non classé
  - NASCAR Mexico Corona Series, 23e
- 2012 : 
  - 24 Heures de Mexico, 7e
  - NASCAR Toyota Series, Stock V8, 5e

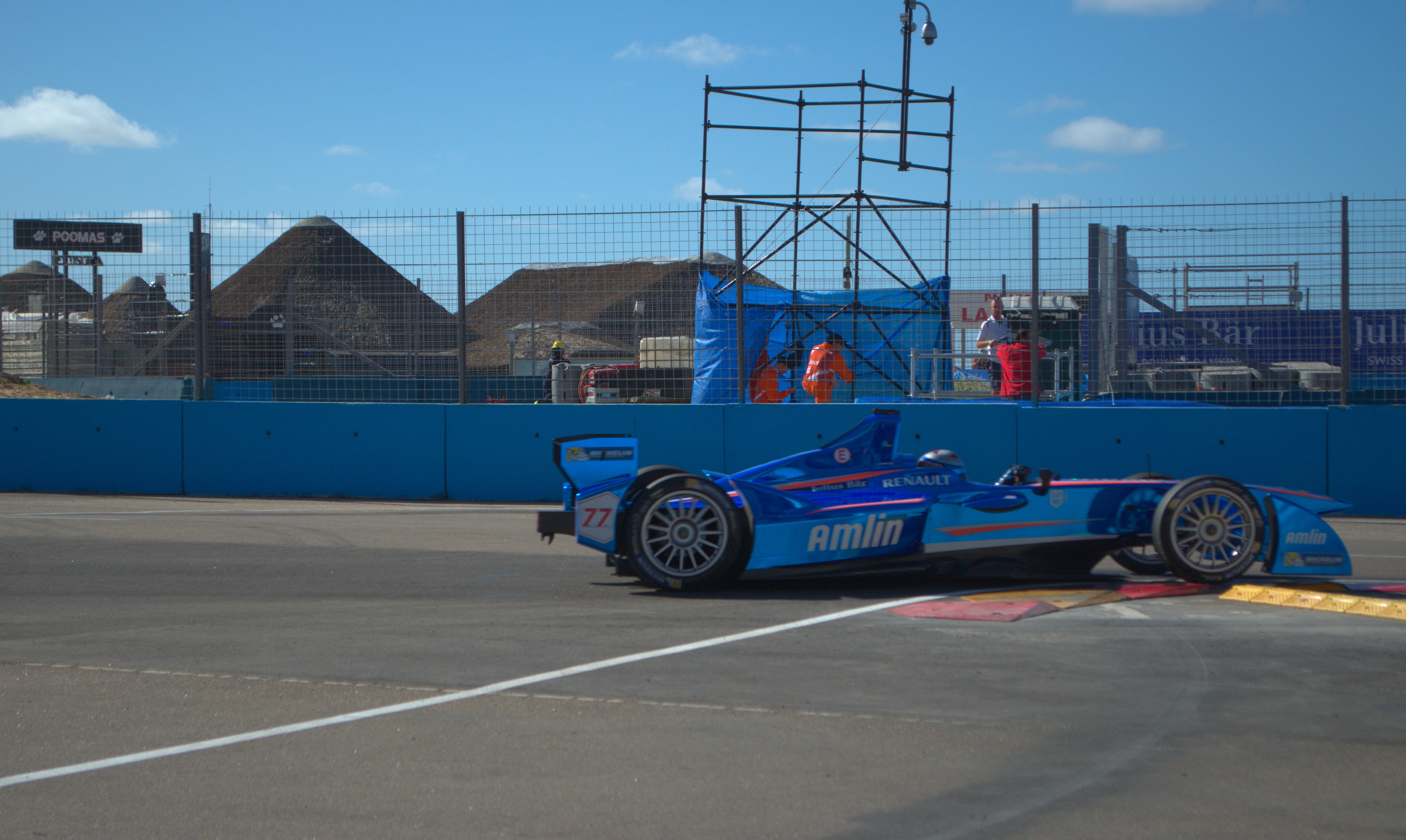
Salvador Durán lors de la saison 2014-2015 de Formule E à Punta del Este.

- 2014-2015 : 
  - Formule E, 21e avec Amlin Aguri
- 2015-2016 : 
  - Formule E avec Trulli Formula E.